# Deltakrokodil
Deltakrokodil, saltvattenskrokodil, australisk saltvattenskrokodil eller listkrokodil (Crocodylus porosus) är världens största krokodilartade djur och världens tyngsta kräldjur. Den kan leva i söt-, salt- och bräckt vatten. Deltakrokodilens utbredningsområden ligger i Sydostasien och i norra Australien. I Australien finns även den mindre sötvattenskrokodilen.

## Beskrivning

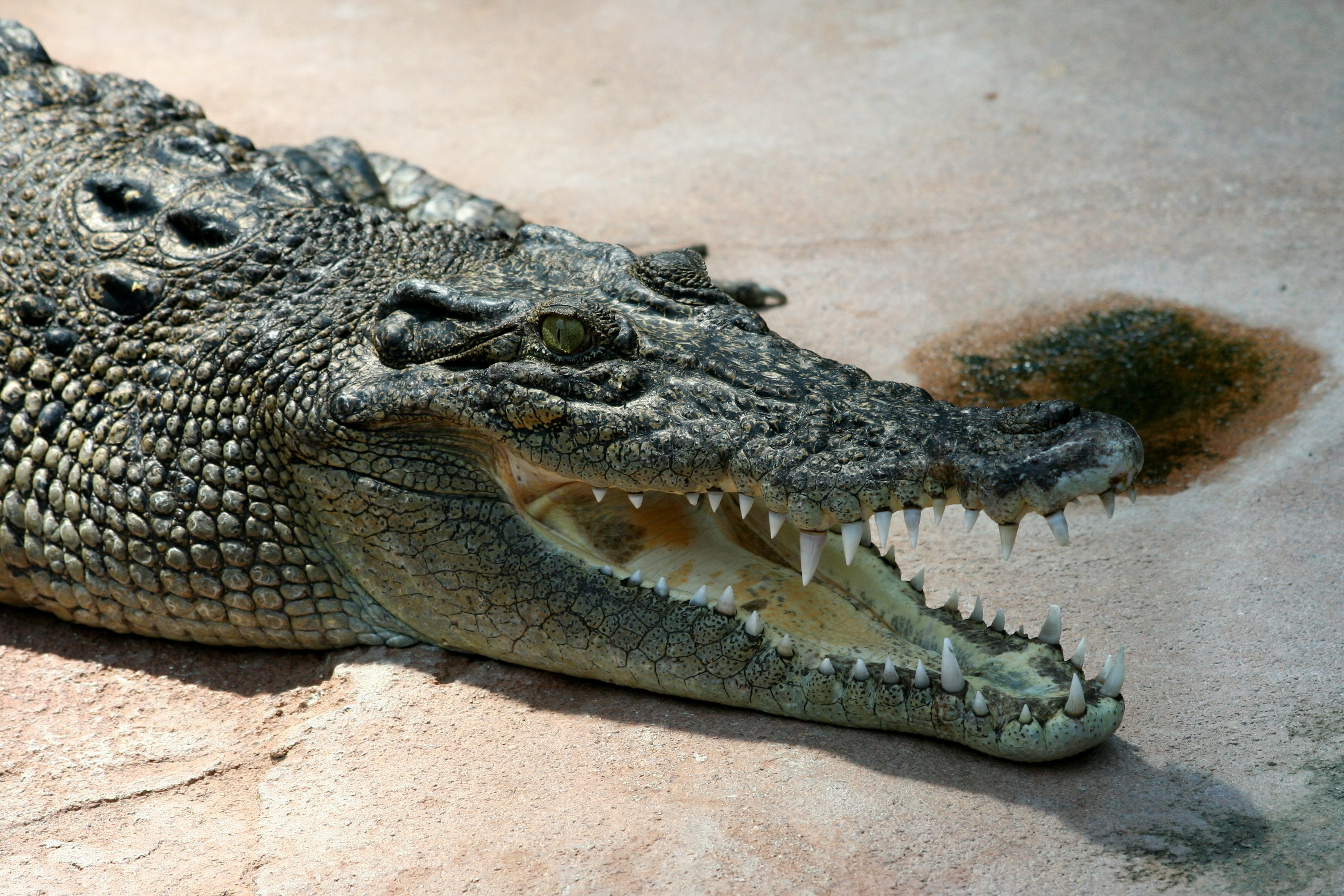

Vuxna exemplar av deltakrokodilen är grågröna eller bruna i färgen med runda svarta fläckar och en ljusare undersida. Yngre exemplar har en mer gulaktig och ljusare ton samt mer tongivande fläckmönster. Deltakrokodilens huvuden är stora och käftarna är mycket kraftfulla på vilka det sitter 64-68 vassa tänder. Jämfört med andra arter av krokodiler, har deltakrokodilen färre rustningsplattor på nacken och är kraftigare byggd. Arten tros vara förhållandevis intelligent. Forskning har visat att de har minst fyra olika kommunikationsläten; bland annat ett som anger nöd och ett annat som upplyser om förekomsten av ett eventuellt hot. Forskare har också funnit att deltakrokodilen har lärt sig att spåra vandringsmönster av sina bytesdjur. Deltakrokodilen är en duktig simmare.

## Storlek
Deltakrokodilen är världens största krokodilart. Den blir vanligtvis mellan 4 och 5 meter lång och väger mellan 400 och 1300 kg. Äldre exemplar kan bli 6 meter eller mer. 
I Filippinernas södra sumpmarker fångades 2011 en krokodil på 6,17 meter och sedan dess finns den att beskåda på en djurpark i Filippinerna. Den har av Guinness Rekordbok utnämnts till världens största krokodil. Det finns även bevarade krokodilskallar som uppskattats komma från krokodiler som haft en längd på cirka 7,5 meter. Obekräftade rapporter om deltakrokodiler som är över 10 meter långa och som väger 2 ton har även förekommit. Dessa har dock inte kunnat verifieras.

## Utbredning

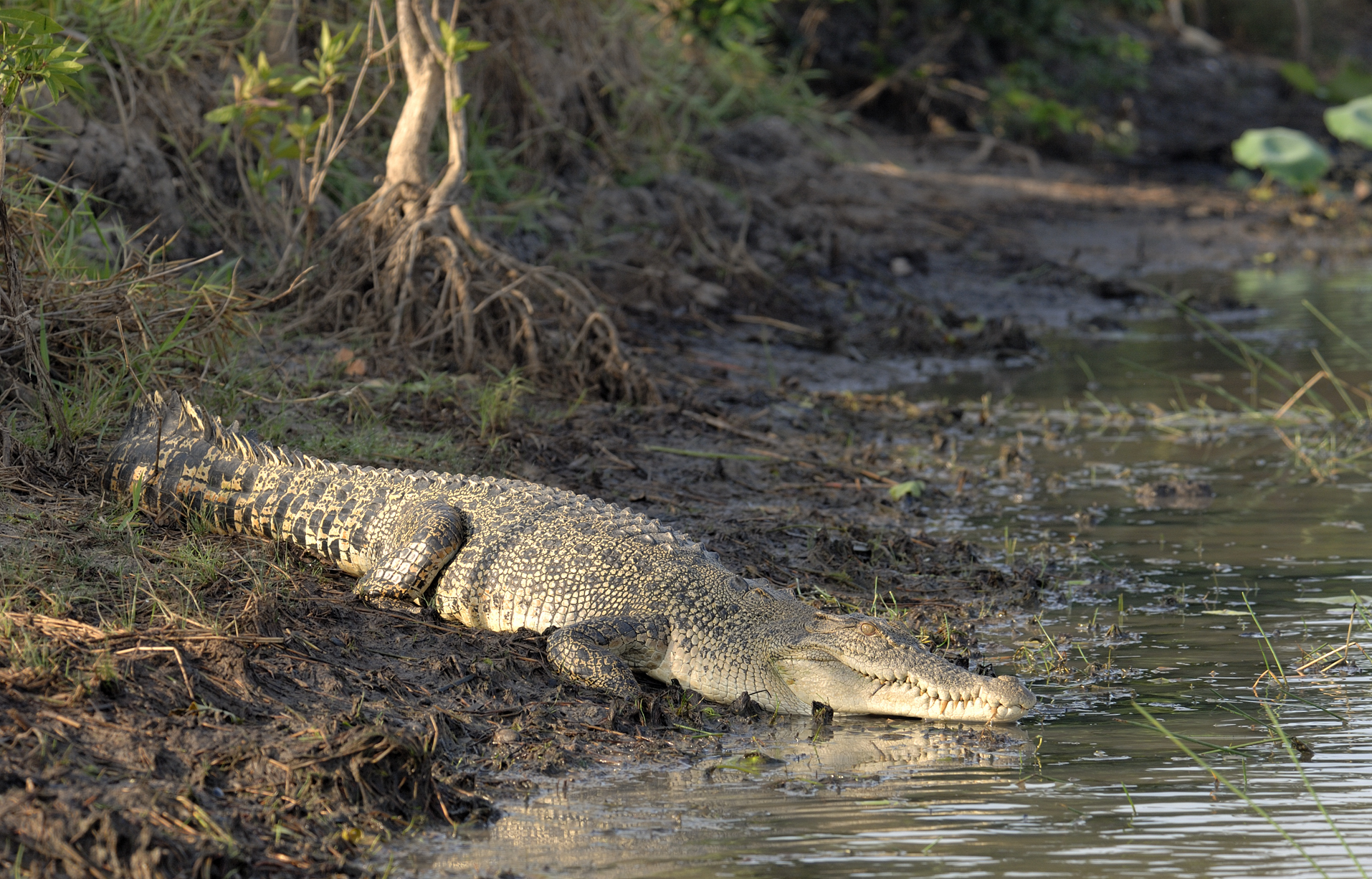

Efter en hänsynslös jakt som tog fart efter andra världskriget var arten allvarligt hotad i början på 1980-talet. Även om deltakrokodilen fridlystes i Nordterritoriet 1971 och i övriga australiska delstater mellan 1969 och 1974 fortsatte populationen att sjunka fram till 1981 då det endast fanns 3 000 exemplar kvar i Australien. Program från myndigheterna i landet har dock fått populationen att öka rejält där, och idag beräknas det finnas runt 100 000 exemplar i vilt tillstånd i norra Australien. Sedan 1997 har aboriginerna haft tillåtelse att jaga krokodilen och 2009 föreslogs safarijakt för att kunna utnyttja det värde som deltakrokodilen besitter för markägare och allmänhet. Även om populationen av deltakrokodiler har återhämtat sig i vissa delar av utbredningsområdena har den fortsatt att minska i andra. Deltakrokodilen är idag i det närmaste utrotad i Thailand, Vietnam och Kambodja samt är allvarligt hotad på Sri Lanka och flera andra länder i Sydostasien. 
De stora populationer som finns i Australien och på Nya Guinea gör att artens fortlevnad för tillfället är säker. Risken är dock överhängande att den försvinner från andra delar av dess nuvarande utbredningsområde såvida inte det införs program i samtliga länder för att bevara de lokala populationerna. Mänskliga dödsoffer och rädsla för fler attacker har dock gjort det svårt att få ett brett stöd för att bevara arten i mindre utvecklade länder. Dessutom besitter krokodilskinnet ett högt värde, något som ursprungligen var orsaken till jakten på arten. Även om handeln med skinn numera är förbjuden så är kontrollen ineffektiv i många länder. Handeln har dock kommit att bli ganska marginell medan jakt som grundar sig i rädsla har blivit ett större problem.

## Boplats

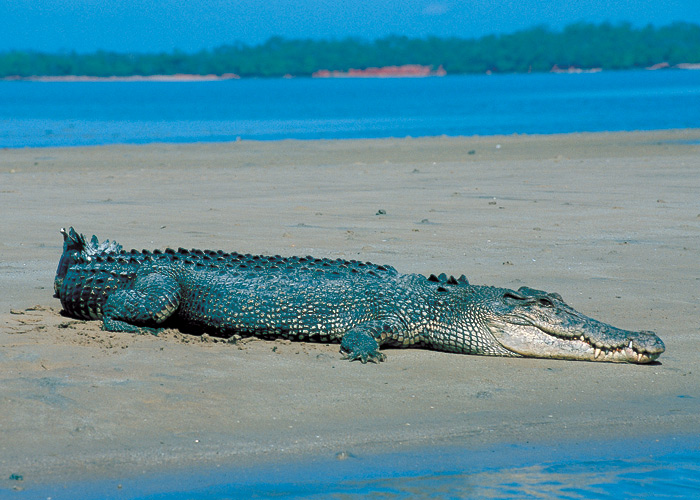
Deltakrokodil vid Timorsjön i norra Australien

Deltakrokodiler lever i allmänhet i träsk och floder och flyttar nedströms till flodmynningar under torrperioden. Ibland kan den även simma långt ut till havs. Krokodiler konkurrerar med varandra om revir där dominerande hanar särskilt ockuperar de mest lämpade sträckorna av sötvattenbäckar och vattendrag. Yngre krokodiler tvingas således in i marginella flodsystem och ibland ut i havet. Detta förklarar den stora spridningen av djuret (som sträcker sig från den östra kusten av Indien till norra Australien) samt att den ibland upptäcks på lite udda ställen som till exempel till sjöss utanför Japan.

## Föda
Deltakrokodilen är ett rovdjur som kan ta alla slags djur som kommer in i deras revir, antingen i vatten eller på torra land. Unga krokodiler är begränsade till mindre djur som insekter, groddjur, kräftdjur, små reptiler och fiskar. Ju större krokodilen blir, desto större mängd djur finns det i kosten, men relativt små bytesdjur utgör en viktig del av kosten även hos vuxna exemplar. Vuxna deltakrokodiler kan potentiellt äta allt levande inom dess räckvidd; däribland apor, kängurur, vildsvin, dingos, varaner, fåglar, husdjur, hajar och människor. Tama nötkreatur, hästar, vattenbufflar och gaurer, vilka alla kan väga över ett ton, anses vara de största bytena och tas endast av vuxna krokodilhanar. 

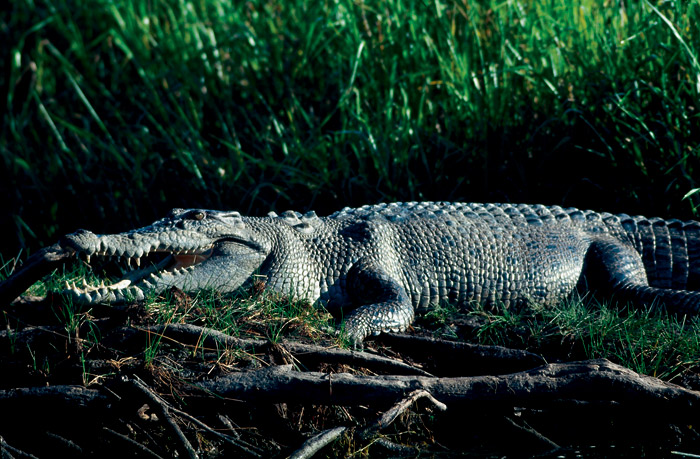
Deltakrokodil i Kakadus Nationalpark

De större bytesdjuren tar den vanligtvis vid strandkanten efter ett explosivt angrepp med hög hastighet från vattnet varefter den släpar bytesdjuret tillbaka ut i vattnet. Där rullar den runt bytesdjuret kraftigt i en så kallad "death roll"(dödsrullning) för att garanterat ta död på det. Rullningarna används också för att rycka isär större djur när de är döda. De flesta bytesdjur dödas av krokodilens bett, men vissa djur dör av drunkning. En deltakrokodil på över 4 meter i längd, kan med hjälp av sina kraftiga käkar bita i en kraft på 5000 psi; det starkaste bettet på jorden. Deltakrokodilen föredrar att jaga på natten eller i skymningen medan den gärna ligger och solar på dagen. Den är generellt mycket dvallik – ett karaktärsdrag som hjälper den att konservera energi och överleva månader i taget utan mat.

## Parning
Deltakrokodilens honor blir könsmogna vid 10-12 års ålder då de är 2,2 - 2,5 meter långa. För hanarna sker det när de nått 16 års ålder och har en längd på cirka 3,2 meter. Bona görs mellan november och mars under regnperioden. De byggs av växtmaterial till en mindre kulle som är 30 – 80 cm hög och har en diameter på 130 – 250 cm. I bona lägger honan 40-60 ägg. Även om honan håller sig nära boet tills äggen kläckts händer det att bon länsas av rovdjur eller mänskliga äggsamlare. Om boet håller en temperatur på cirka 31,6 °C för äggen blir det en som högst andel hanungar. Andelen honungar ökar med högre eller lägre temperaturer. Äggen kläcks efter 80-90 dagar. När honan hör sina ungars läten hjälper hon att gräva fram dem ur boet varefter hon tar ungarna försiktigt i munnen och för ner dem till vattnet. Ungefär 1 procent av krokodilungarna når könsmogen ålder. Många faller offer för rovdjur som storkar, rovfåglar, större fiskar, pytonormar och ibland äldre deltakrokodiler.

## Krokodil och människa

### Krokodilattacker

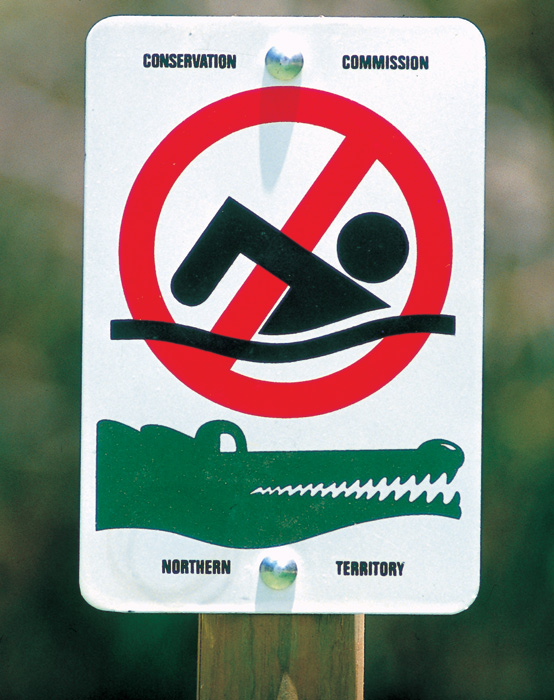
Varningsskylt i Kakadus nationalpark.

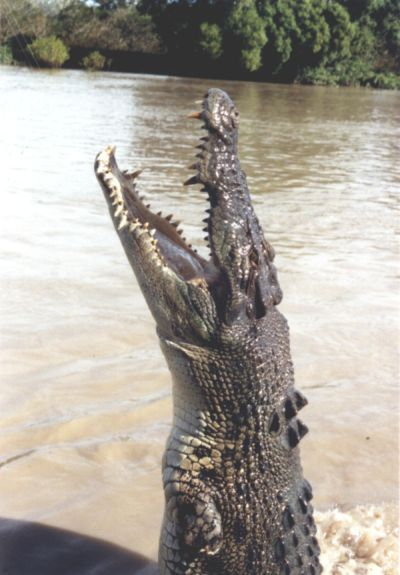
Deltakrokodilen som turistattraktion.

Deltakrokodilen är ett farligt djur för människan men omfattningen av tillförlitliga data på antalet attacker är begränsad utanför Australien. Uppskattningar om antal dödade människor årligen varierar från ett dussintal till tusentals. Med tanke på att befolkningen i deltakrokodilens utbredningsområden är begränsad så är troligtvis dödssiffrorna i de nedre delarna av intervallet. De flesta människoattacker som utförs av vuxna deltakrokodiler leder till döden för offret. I Australien brukar det rapporteras om en eller två dödliga attacker per år. I Arnhem Land som befolkas av aboriginer kan det finnas fler ej rapporterade attacker men dessa sker sannolikt huvudsakligen på Nya Guinea.
Det låga antalet dödsoffer i Australien beror på en upplyst lokalbefolkning och ett aktivt arbete från myndigheterna att varna för krokodilerna i deras områden. I Northern Territory finns ett "problemkrokodil"-program i vilket 240 deltakrokodiler årligen flyttas från staden Darwins hamn för att förbättra invånarnas säkerhet. I deltakrokodilens utbredningsområden utanför Australien görs färre förebyggande insatser.
Enligt ett antal brittiska soldater som tjänstgjorde under Andra världskriget så är deltakrokodilen ansvarig för den kanske värsta krokodilattacken i historien. Den 19 februari 1945 skulle cirka 1000 japanska soldater passera ett 16 km långt mangroveträsk på ön Ramree i Burma i syfte att retirera från brittiska trupper. I träsket fanns det deltakrokodiler, och brittiska soldater har berättat att krokodilerna troligtvis dödade hundratals japanska soldater. Bara 20 soldater tillfångatogs av de brittiska soldaterna och uppskattningsvis 500 soldater uppges ha flytt till omkringliggande byar. Uppgifternas trovärdighet har dock ifrågasatts då vittnen från lokalbefolkningen sagt att inte något större antal föll offer för krokodiler. Japanska soldater har vid ett flertal tillfällen berättat om sin vandring över träsket utan att nämna krokodiler.

### Turism
Deltakrokodilerna har blivit en populär turistattraktion i Norra Australien. Med båtars hjälp kommer man dem nära och krokodilerna matas genom att placera födan högt upp i luften. Krokodilen hoppar då upp ur vattnet för att ta köttstycket. Turister släpps även ner i burar i vattnet för att få en möjlighet att komma krokodilerna ännu närmare. På vissa krokodilfarmer visas också djuren upp för allmänheten, ibland i samband med diverse trick.

### Industri

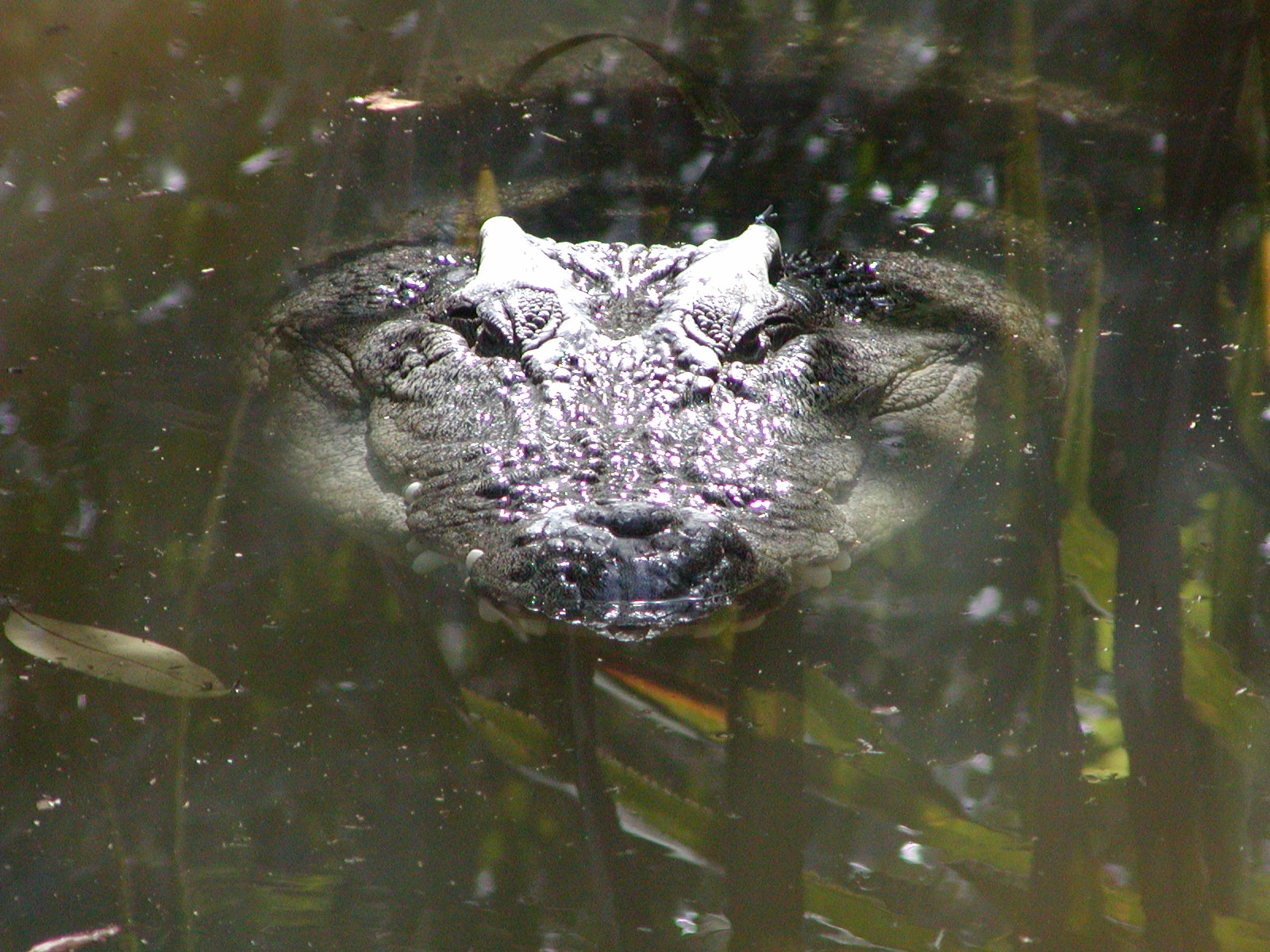
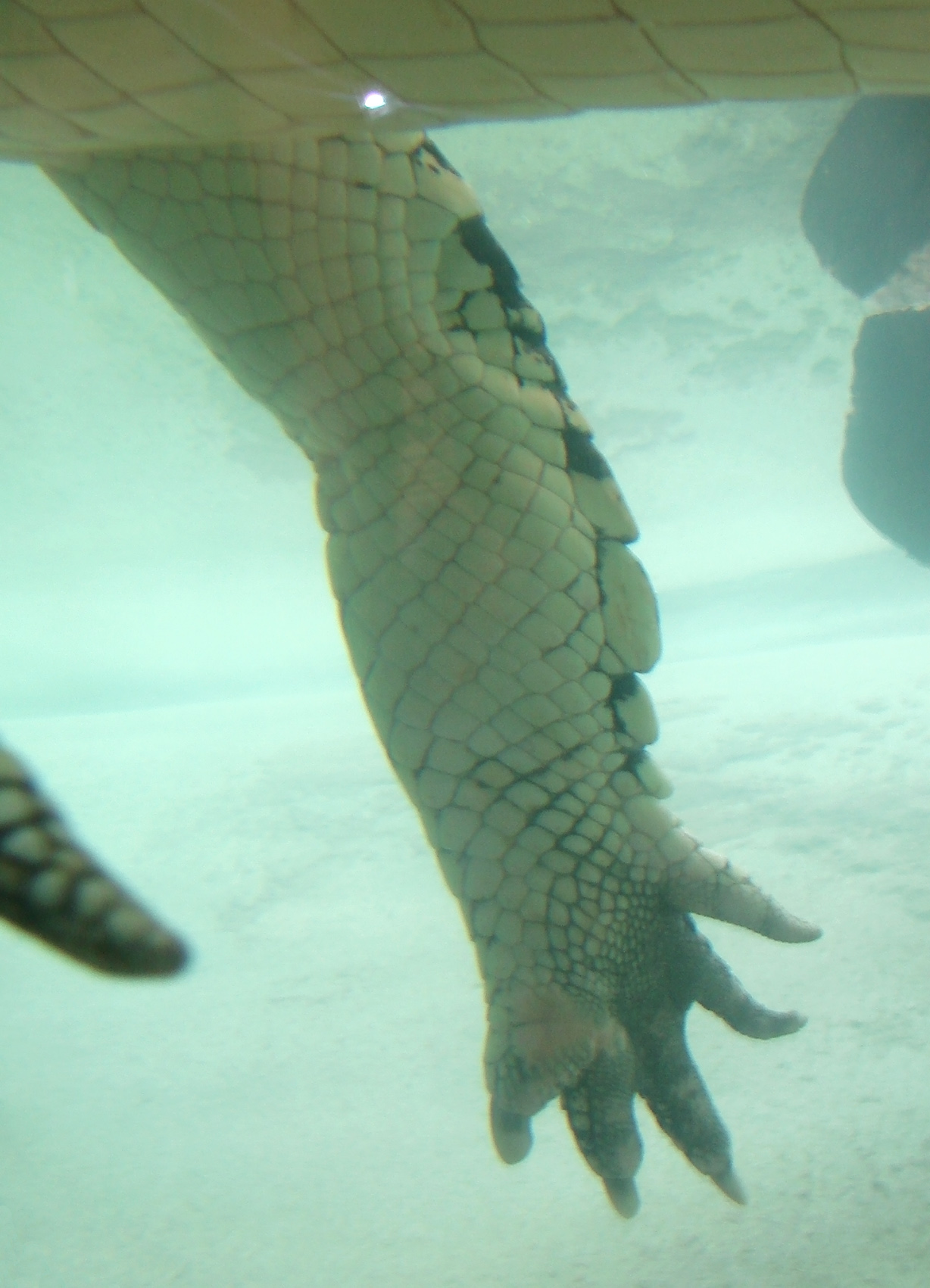
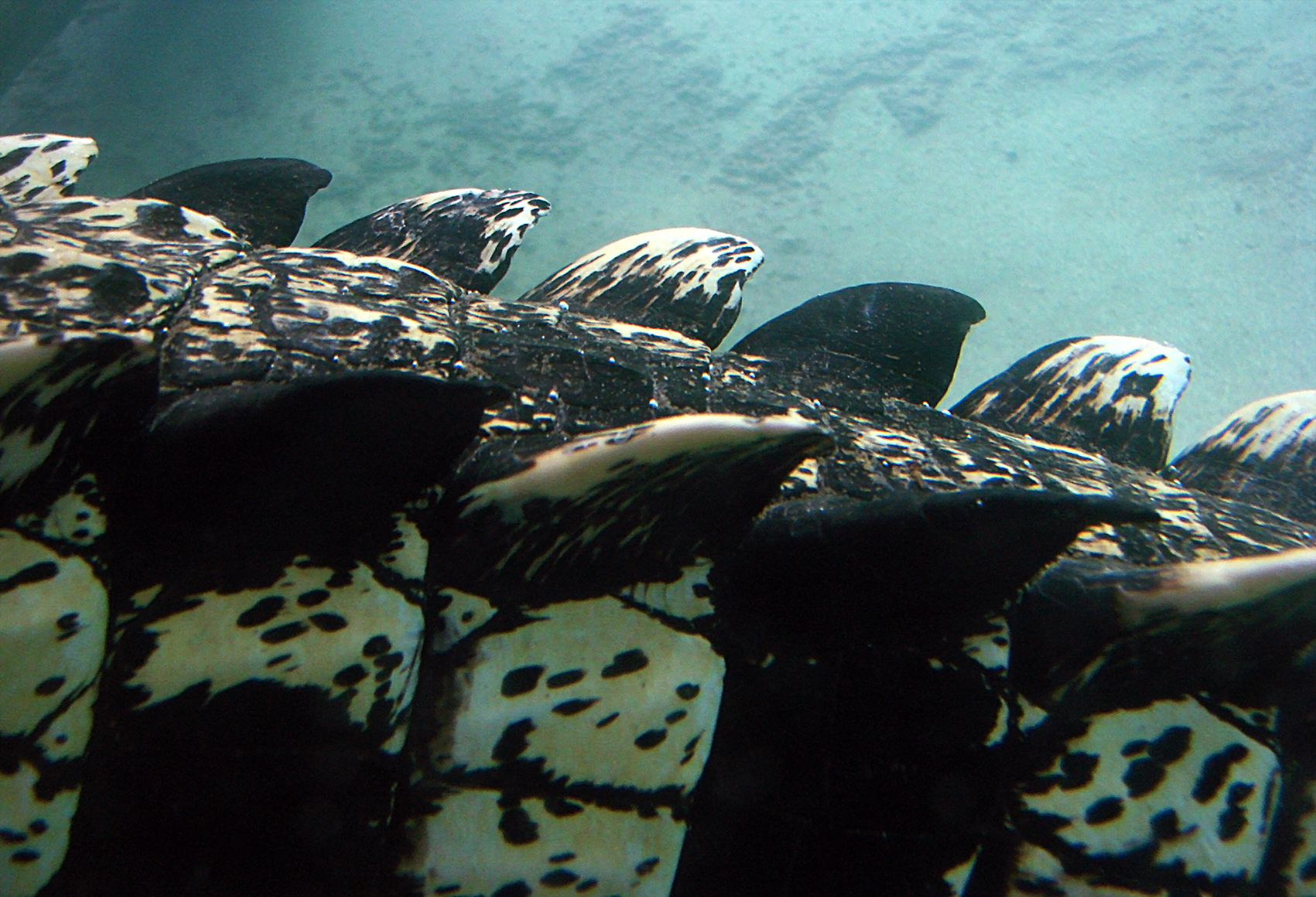
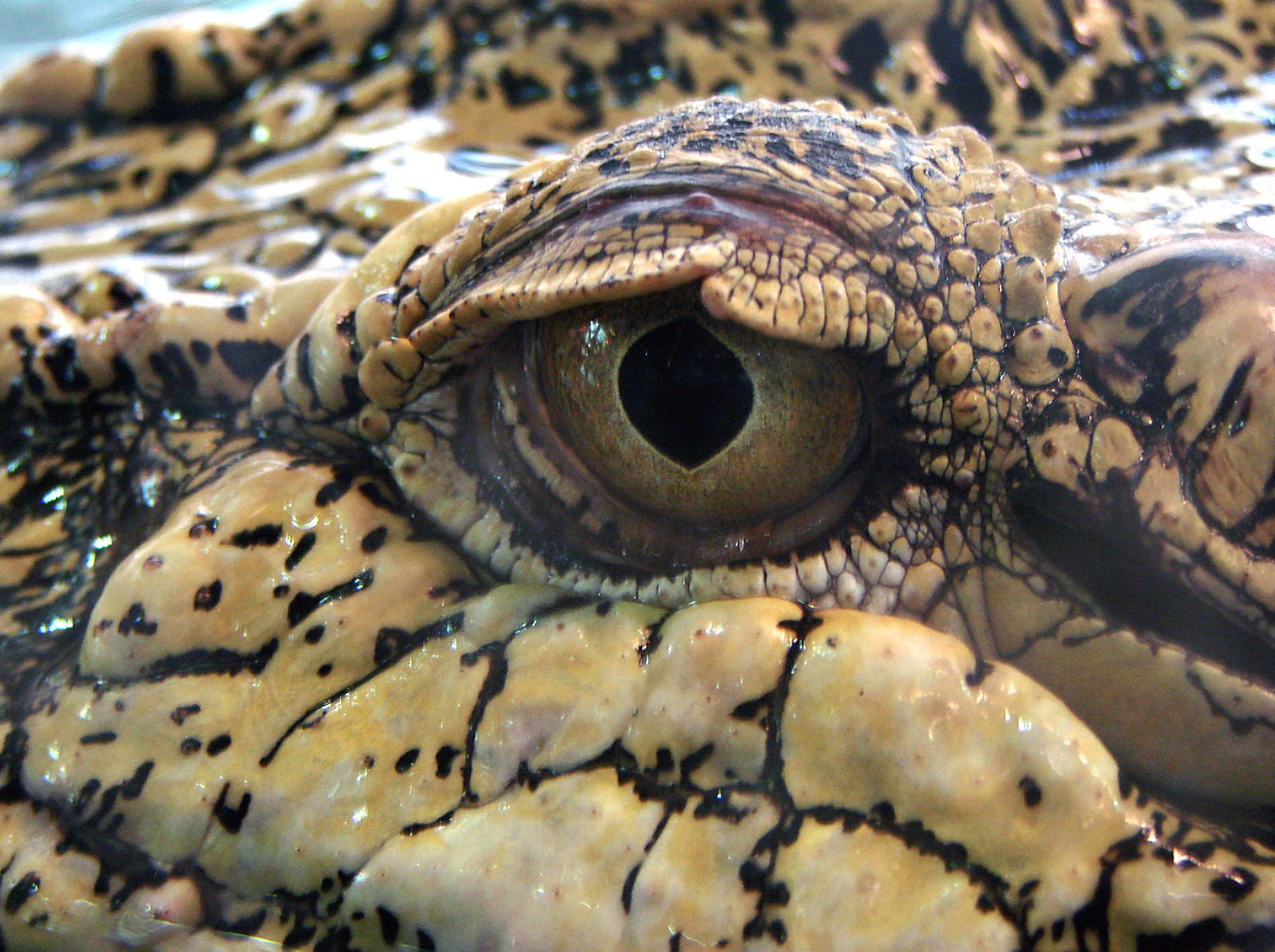

Deltakrokodiler föds idag upp på krokodilfarmer för att senare slaktas varefter köttet och skinnet säljs. I Australien finns det närmare 150 000 krokodiler på krokodilfarmerna varav 105 000 i Nordterritoriet. Krokodilindustrin i Australien genererade 2008 24 miljoner australiensiska dollar ($AUD) och omfattade 2000-3000 ton kött (4 milj $AUD) och 25 000 skinn (20 milj $AUD). År 2006 stod Australien för 53 % av handeln med deltakrokodilskinn. Utöver det stod Nya Guinea för 26 %, Indonesien för 10 % samt Malaysia, Singapore och Thailand för 11 %. Totalt sett står deltakrokodilen för 5 % av världens totala handel med krokodilskinn.